# Summer Leys
Pour les articles homonymes, voir Leys.
Summer Leys est une réserve naturelle de Wollaston de la haute vallée de la Nene dans le Northamptonshire. Elle est une propriété de la Wildlife Trust for Bedfordshire, Cambridgeshire and Northamptonshire.

## Topographie
La réserve, créée à partir d'ancien puits de gravier, couvre une surface de 50 hectares et se compose principalement de zones humides avec quelques pâturages et de petits bois. Les pâturages sur gérés par la présence de bétails et de moutons d'espèces rares soutenus par un financement de la fondation SITA.
Le périmètre nord est délimité par l'ancienne voie de chemin de fer de la Northampton and Peterborough Railway, fermée en 1972.

## Sources
- (en) Cet article est partiellement ou en totalité issu de l’article de Wikipédia en anglais intitulé « Summer Leys » (voir la liste des auteurs).